# Aeroport de Reykjavík
L'Aeroport de Reykjavík (en islandès: Reykjavíkurflugvöllur) (codi IATA: RKV - codi OACI: BIRK) és l'aeroport de vols domèstics de Reykjavík, Islàndia. Des d'aquest aeroport també surten els vols cap a Groenlàndia.
L'aeroport va ser construït l'any 1940 per l'armada britànica i es troba a Vatnsmýri, molt a prop del centre de la ciutat. Té només tres pistes curtes.
L'operadora de l'aeroport és l'empresa estatal Isavia. També és el centre de connexions principal d'Eagle Air i Air Iceland Connect.